# Motörheads diskografi
Dette er en opsummering af alle udgivelser vedrørende Motörhead.

## Album

### Studiealbum
| Titel                                                                         | Albumdetaljer                                                                                  | Peak chart positions | Peak chart positions | Peak chart positions | Peak chart positions | Peak chart positions | Peak chart positions | Peak chart positions | Peak chart positions | Peak chart positions | Peak chart positions | Peak chart positions | Salg          | Certificeringer |
| Titel                                                                         | Albumdetaljer                                                                                  | UK                   | AUS                  | AUT                  | FIN                  | FRA                  | GER                  | NED                  | NOR                  | SWE                  | SWI                  | US                   | Salg          | Certificeringer |
| ----------------------------------------------------------------------------- | ---------------------------------------------------------------------------------------------- | -------------------- | -------------------- | -------------------- | -------------------- | -------------------- | -------------------- | -------------------- | -------------------- | -------------------- | -------------------- | -------------------- | ------------- | --------------- |
| Motörhead                                                                     | - Udgivet: 21 August 1977 - Pladeselskab: Chiswick (#2) - Format: LP                           | 43                   | —                    | —                    | —                    | —                    | —                    | —                    | —                    | —                    | —                    | —                    | - UK: 60,000  | - BPI: Silver   |
| Overkill                                                                      | - Udgivet: 24 March 1979 - Pladeselskab: Bronze (#515) - Formater: LP, CS                      | 24                   | —                    | —                    | —                    | —                    | —                    | —                    | —                    | —                    | —                    | —                    | - UK: 60,000  | - BPI: Silver   |
| Bomber                                                                        | - Udgivet: 27 October 1979 - Pladeselskab: Bronze (#523) - Format: LP                          | 12                   | —                    | —                    | —                    | —                    | —                    | —                    | —                    | —                    | —                    | —                    | - UK: 60,000  | - BPI: Silver   |
| On Parole Skabelon:Disputed inline                                            | - Udgivet: 8 December 1979 - Pladeselskab: United Artists (#1004) - Format: LP                 | 65                   | —                    | —                    | -                    | —                    | —                    | —                    | —                    | —                    | —                    | —                    |               |                 |
| Ace of Spades                                                                 | - Udgivet: 8. november 1980 - Pladeselskab: Bronze (#531) - Formater: LP, CS                   | 4                    | —                    | —                    | —                    | —                    | —                    | —                    | 37                   | —                    | —                    | —                    | - UK: 100,000 | - BPI: Gold     |
| Iron Fist                                                                     | - Udgivet: 17 April 1982 - Pladeselskab: Bronze (#539) - Formater: LP, CS                      | 6                    | 80                   | —                    | —                    | —                    | 27                   | 26                   | 4                    | 25                   | —                    | 174                  | - UK: 60,000  | - BPI: Silver   |
| Another Perfect Day                                                           | - Udgivet: 4 June 1983 - Pladeselskab: Bronze (#546) - Format: LP, CS                          | 20                   | 89                   | —                    | —                    | —                    | 31                   | 39                   | —                    | 18                   | —                    | 153                  |               |                 |
| Orgasmatron                                                                   | - Udgivet: 9. august 1986 - Pladeselskab: GWR (#1) - Formater: CD, LP, CS                      | 21                   | 86                   | —                    | —                    | —                    | 47                   | 69                   | —                    | —                    | —                    | 157                  |               |                 |
| Rock 'N' Roll                                                                 | - Udgivet: 5. september 1987 - Pladeselskab: GWR (#14) - Formater: CD, LP, CS                  | 34                   | 99                   | —                    | —                    | —                    | 33                   | 69                   | —                    | 41                   | —                    | 150                  |               |                 |
| 1916                                                                          | - Udgivet: 21. januar 1991 - Pladeselskab: Epic (#467481) - Formater: CD, LP, CS               | 24                   | 95                   | —                    | —                    | —                    | 14                   | —                    | —                    | 23                   | 24                   | 142                  |               |                 |
| March ör Die                                                                  | - Udgivet: 14. august 1992 - Pladeselskab: Epic (#471723) - Formater: CD, LP, CS               | 60                   | —                    | 16                   | —                    | —                    | 21                   | —                    | —                    | 42                   | 18                   | —                    |               |                 |
| Bastards                                                                      | - Udgivet: 29. november 1993 - Pladeselskab: ZYX (#20263) - Formater: CD, LP                   | —                    | —                    | —                    | —                    | —                    | 28                   | —                    | —                    | 48                   | —                    | —                    |               |                 |
| Sacrifice                                                                     | - Udgivet: 11. juli 1995 - Pladeselskab: Steamhammer (#7694) - Formater: CD, LP                | —                    | —                    | —                    | —                    | —                    | 31                   | —                    | —                    | 36                   | —                    | —                    |               |                 |
| Overnight Sensation                                                           | - Udgivet: 15. oktober 1996 - Pladeselskab: Steamhammer (#1830) - Formater: CD, LP             | —                    | —                    | —                    | 39                   | —                    | 71                   | —                    | —                    | 60                   | —                    | —                    |               |                 |
| Snake Bite Love                                                               | - Udgivet: 10. marts 1998 - Pladeselskab: Steamhammer (#1889) - Formater: CD, LP               | 171                  | —                    | —                    | —                    | —                    | 47                   | —                    | —                    | 49                   | —                    | —                    |               |                 |
| We Are Motörhead                                                              | - Udgivet: 16. maj 2000 - Pladeselskab: Steamhammer (#2182) - Formater: CD, LP                 | 91                   | —                    | —                    | 39                   | —                    | 21                   | —                    | —                    | 33                   | —                    | —                    | - USA: 5,900  |                 |
| Hammered                                                                      | - Udgivet: 9 April 2002 - Pladeselskab: Steamhammer (#7406) - Formater: CD, LP                 | 113                  | —                    | —                    | 34                   | 113                  | 39                   | —                    | —                    | 18                   | —                    | —                    | - USA: 12,900 |                 |
| Inferno                                                                       | - Udgivet: 22. juni 2004 - Pladeselskab: Steamhammer (#6974) - Formats: CD, LP                 | 95                   | —                    | 44                   | 17                   | 58                   | 10                   | —                    | —                    | 34                   | 36                   | —                    | - USA: 3,100  |                 |
| Kiss of Death                                                                 | - Udgivet: 29. august 2006 - Pladeselskab: Steamhammer (#9991) - Formater: CD, LP, DL          | 45                   | —                    | 20                   | 16                   | 37                   | 4                    | 64                   | 9                    | 13                   | 26                   | —                    | - USA: 3,500  |                 |
| Motörizer                                                                     | - Udgivet: 26. august 2008 - Pladeselskab: Steamhammer (#9163) - Formater: CD, LP, DL          | 32                   | —                    | 13                   | 9                    | 24                   | 5                    | 58                   | 11                   | 10                   | 11                   | 82                   | - USA: 6,400  |                 |
| The Wörld Is Yours                                                            | - Udgivet: 14 December 2010 - Pladeselskab: UDR/EMI (#0001/2/3) - Formater: CD, CD+DVD, LP, DL | 45                   | —                    | 34                   | 15                   | 89                   | 25                   | —                    | 40                   | 24                   | 24                   | 94                   | - USA: 7,000  |                 |
| Aftershock                                                                    | - Udgivet: 21. oktober 2013 - Pladeselskab: UDR (#0175/6/7) - Formater: CD, CD+DVD, LP, DL     | 115                  | —                    | 7                    | 5                    | 14                   | 5                    | 64                   | 6                    | 8                    | 6                    | 22                   | - USA: 11,000 |                 |
| Bad Magic                                                                     | - Udgivet: 28. august 2015 - Pladeselskab: UDR (#057) - Formater: CD, LP, DL                   | 10                   | —                    | 1                    | 1                    | 16                   | 1                    | 7                    | 7                    | 4                    | 2                    | 35                   | - USA: 36,000 |                 |
| "—" denotes a release that did not chart or was not issued in that territory. |                                                                                                |                      |                      |                      |                      |                      |                      |                      |                      |                      |                      |                      |               |                 |